# Billietit
Billietit ist ein selten vorkommendes Uranmineral aus der Mineralklasse der „Oxide und Hydroxide“. Es kristallisiert im orthorhombischen Kristallsystem mit der chemischen Zusammensetzung Ba[(UO2)6|O4|(OH)6]·8H2O und entwickelt meist durchscheinende, prismatische und pseudohexagonale Kristalle von gelbbrauner bis bernsteinbrauner Farbe bei gelber Strichfarbe. Auf den Kristallflächen zeigt sich ein diamantähnlicher Glanz. Sternförmige durch Drillingsbildung entstandene Aggregate sind für das Mineral typisch. Es ist chemisch betrachtet ein hydratisiertes Barium-Uranyloxid.

## Etymologie und Geschichte
Billietit wurde erstmals 1947 von dem belgischen Mineralogen Johannes Franciscus Vaes beschrieben, der es zu Ehren des belgischen Mineralogen Valère Louis Billiet (* 14. Februar 1903 in Gent) benannte. Billiet war im französischen Widerstand aktiv, am 10. August 1944 gefangen genommen und schließlich kurz vor Ende des Krieges auf einem Gefangenentransport von der SS ermordet worden.
Es existieren zwei Typminerale, wovon sich eines an der Harvard University (Katalog-Nr. 104455) in Cambridge, Massachusetts, USA sowie ein weiteres am National Museum of Natural History (Katalog-Nr. 160496), Washington, D.C., USA befindet.

## Klassifikation
In der mittlerweile veralteten, aber noch gebräuchlichen 8. Auflage der Mineralsystematik nach Strunz gehörte der Billietit zur Mineralklasse der „Oxide und Hydroxide“ und dort zur Abteilung der „Uranyl-Hydroxide und -Hydrate“, wo er zusammen mit Becquerelit, Compreignacit, Masuyit und Protasit eine eigenständige Gruppe bildete.
Die seit 2001 gültige und von der International Mineralogical Association (IMA) verwendete 9. Auflage der Strunz’schen Mineralsystematik ordnet den Billietit ebenfalls in die Klasse der „Oxide und Hydroxide“ und dort in die Abteilung der „Uranyl-Hydroxide“ ein. Diese Abteilung ist allerdings weiter unterteilt nach der Anwesenheit weiterer Kationen sowie der Kristallstruktur, so dass das Mineral entsprechend seiner Zusammensetzung und seines Aufbaus in der Unterabteilung „Mit zusätzlichen Kationen (K, Ca, Ba, Pb usw.), mit vorwiegend UO2(O,OH)5 pentagonalen Polyedern“ in der „Becquerelitgruppe“ (System-Nr. 4.GB.10) zusammen mit dem Namensgeber Becquerelit und Protasit zu finden ist.
Auch die Systematik der Minerale nach Dana ordnet den Billietit in die Klasse der „Oxide und Hydroxide“, dort allerdings in die Abteilung der „Uran- und thoriumhaltigen Oxide“ ein. Hier ist er ebenfalls in der „Becquerelitgruppe“ mit der System-Nr. 05.07.01 zusammen mit Compreignacit und Becquerelit innerhalb der Unterabteilung der „Uran- und thoriumhaltigen Oxide mit Alkali- oder hydratisierten Hydroxidkomponenten“ zu finden.

## Kristallstruktur
Billietit kristallisiert im orthorhombischen Kristallsystem in der Raumgruppe Pbn21 (Raumgruppen-Nr. 33, Stellung 2) mit den Gitterparametern a = 12,07 Å, b = 30,16 Å, c = 7,14 Å und β = 123,36° sowie vier Formeleinheiten pro Elementarzelle.
In der Kristallstruktur weist das Uranatom eine pentagonal-bipyramidale Geometrie auf. Diese bilden durch die Koordination von Sauerstoffatomen zwei Arten von Schichten kanten- und eckenverknüpfter Uranylpolyeder auf. Die erste Art entspricht dabei den Schichten in den Strukturen von Ianthinit und Wyartit. Die zweite Art entspricht den Schichten in den Strukturen von Protasit, Compreignacit und Becquerelit. Diese Schichten alternieren entlang der kristallographischen b-Achse und werden von Barium-Atomen verknüpft. Das Bariumatom wird von sechs Uranyl-Sauerstoffatomen (Abstände 2,77 bis 2,99 Å) sowie vier Wassermolekülen koordiniert (Abstände 2,77 bis 2,86 Å). Diese Koordination ähnelt der des Bariums in den Mineralen Guilleminit und Protasit.

## Eigenschaften
Das Mineral ist durch seinen Urangehalt von bis zu 69,1 Gew.-% als sehr stark radioaktiv eingestuft und weist eine spezifische Aktivität von etwa 123,6 kBq/g auf (zum Vergleich: natürliches Kalium 0,0312 kBq/g).

## Bildung und Fundorte

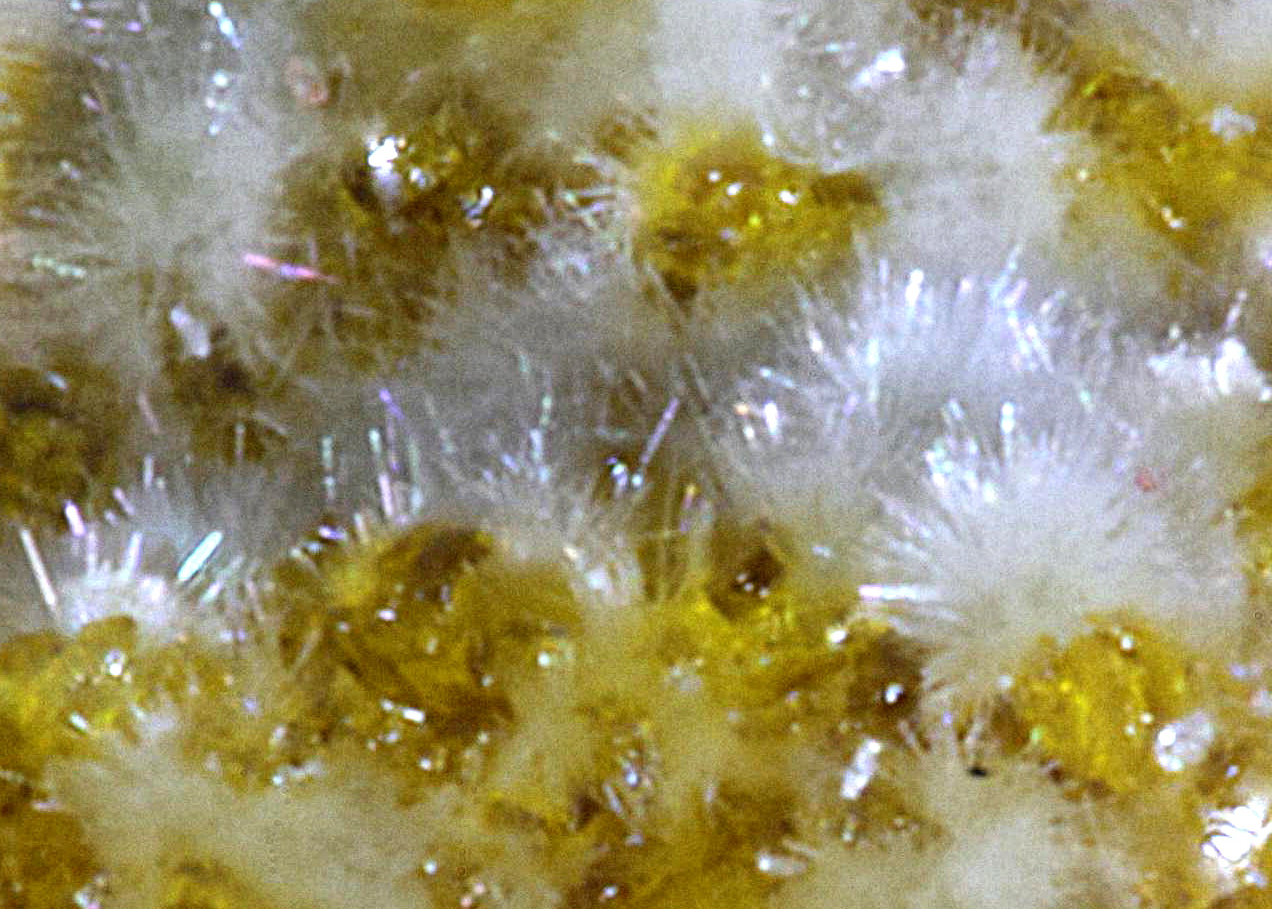
Paragenese von Billietit (gelbe Kristalle) neben Studtit (weiß, feine Nadeln) aus Menzenschwand, Deutschland

Billietit findet sich als seltenes Umwandlungsprodukt in der Oxidationszone primärer Uranerzlagerstätten. Das Mineral ist je nach Fundort vergesellschaftet mit Uranophan, Fourmarierit, Rutherfordin, Becquerelit, Studtit, Soddyit und Torbernit.
Neben der Typlokalität in Shinkolobwe wurde Billietit ebenfalls in der Swambo-Mine gefunden. Aus Deutschland ist Billietit unter anderem aus der Grube Krunkelbach bei Menzenschwand, aus Wittichen (Grube Sophia), aus dem Heubachtal (Grube Anton) und Oberwolfach (Grube Clara) sowie aus Bergen in Sachsen bekannt. In der Schweiz wurde es im Kanton Wallis im Eifischtal und im Trienttal gefunden. Weitere Fundorte sind im Elsass in Frankreich die Uranlagerstätte Kruth 2 sowie in der Region Okzitanien im Département Hérault in Rabejac bei Lodève. In Italien wurde es im Val Rendena, in den USA in der Picks Delta Mine in Utah sowie in Australien in der Radium Ridge gefunden. Weitere Fundorte sind die Lianshanguan Mine in China, Labská dam, Moldava (Moldawa) und Slavkovice in der Tschechischen Republik, die Eureka-Mine in Spanien, sowie die Åsnebo Mine in Schweden.

## Verwendung
Aufgrund des Bariumgehalts des Billietits, das als Spaltelement in nuklearem Abfall vorkommt, eignet es sich als Untersuchungsobjekt zur Oxidation abgebrannten Kernbrennstoffs in Grundwasser, zur Inkorporation unterschiedlicher Radionuklide in hydratisierten Uranyloxiden sowie zur Mobilitätsuntersuchung radioaktiven Abfalls.

## Vorsichtsmaßnahmen
Auf Grund der starken Radioaktivität des Minerals sollten Mineralproben vom Billietit nur in staub- und strahlungsdichten Behältern, vor allem aber niemals in Wohn-, Schlaf- und Arbeitsräumen aufbewahrt werden. Ebenso sollte wegen der hohen Toxizität und Radioaktivität von Uranylverbindungen eine Aufnahme in den Körper (Inkorporation, Ingestion) auf jeden Fall verhindert und zur Sicherheit direkter Körperkontakt vermieden sowie beim Umgang mit dem Mineral Mundschutz und Handschuhe getragen werden.